# مغنولية عارية
ماغنوليا عارية (الاسم العلمي: Magnolia denudata) هي نوع من النباتات تتبع جنس الماغنوليا من الفصيلة الماغنولية.